# Суженные гласные в польском языке

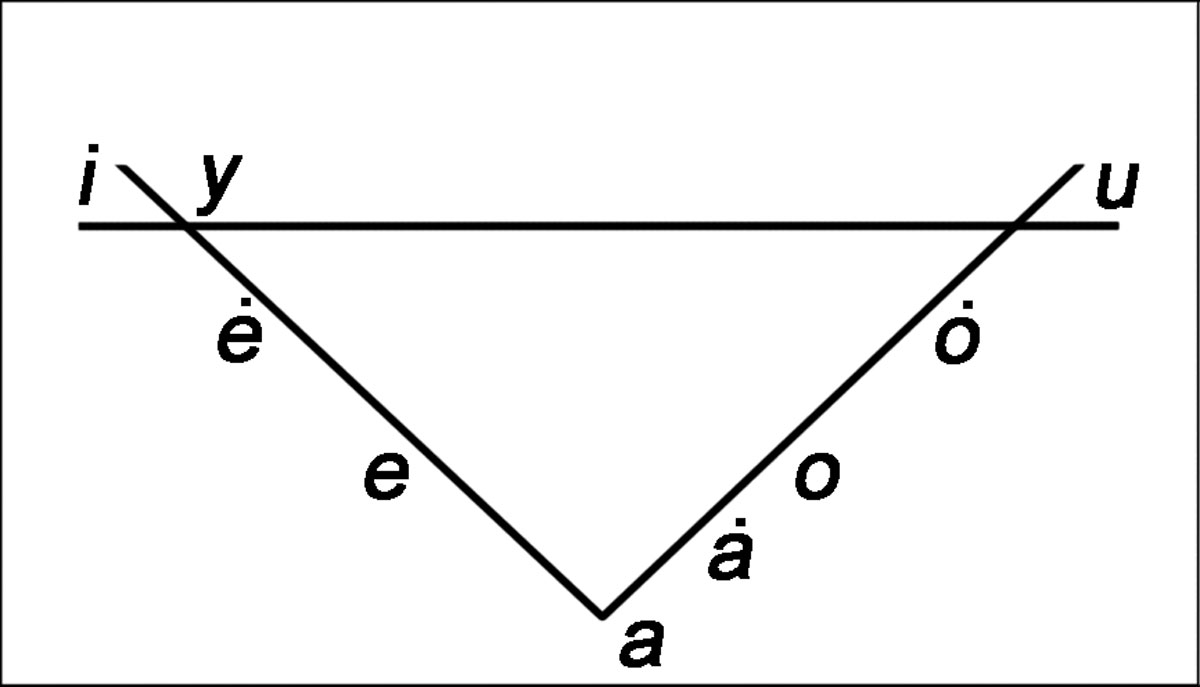
Система вокализма польского языка XVI века с оппозицией «чистых» и суженных гласных a, e, o — ȧ, ė, ȯ

Су́женные гла́сные (также склонённые гла́сные; пол. samogłoski ścieśnione, samogłoski pochylone) — исторические гласные фонемы польского языка ȧ, ė, ȯ, противопоставленные «чистым» гласным a, e, o. Отличались более узкой (или высокой, закрытой) артикуляцией — произносились выше по подъёму, чем гласные a, e, o, приближаясь к произношению гласных ɔ, u, i. Временем их формирования считают поздний этап древнепольского исторического периода (XV—XVI века) — суженные гласные стали результатом преобразования долгих гласных ā, ē, ō в краткие. В конце среднепольского периода суженные гласные утратили в литературном языке фонологическую значимость и стали произноситься так же, как и «чистые» гласные a, e, u.

## Формирование

### Долгие гласные
К XV веку в системе вокализма польского языка различались долгие и краткие гласные: шести долгим гласным фонемам противопоставлялись шесть кратких гласных фонем:

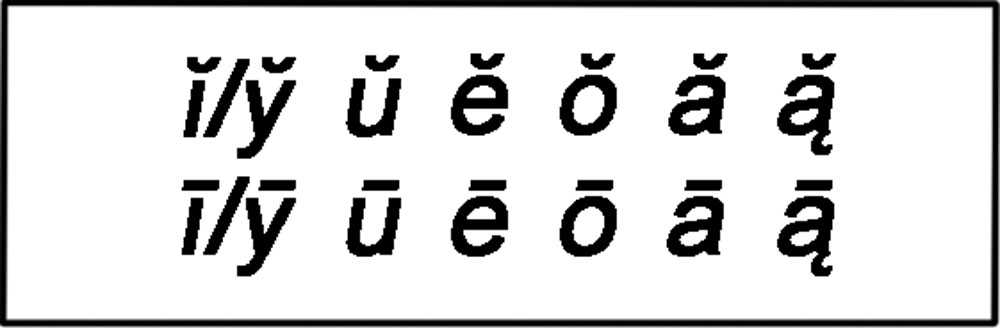
Система гласных польского языка в XIV—XV веках

Долгие гласные ī/ȳ, ū, ē, ō, ā, ą̄, появившиеся на месте нового акута и в предударных слогах двусложных слов, были унаследованы из позднего праславянского языка. Кроме того, долгота гласных складывалась в древнепольском языке после падения редуцированных в результате заместительного удлинения в слоге, предшествующем слогу с редуцированным гласным (*rogъ̯ > rōg — современное róg «рог»), а также в результате контракции — выпадения интервокального j и стяжения гласных (*dobraja > dobrā — современное dobra «хорошая», *bojati sę > bāć się — современное bać się «бояться»).
Существовавшие в праславянском долгие гласные ȳ, ě̄, ę̄ были утрачены в раннюю эпоху развития польского языка до XV века. После падения редуцированных и формирования фонематической категории твёрдости/мягкости согласных ī и ȳ (как и краткие ĭ и y̆) больше не выступали в одинаковых позициях, ĭ и ī отмечались только после мягких согласных, y̆ и ȳ — только после твёрдых. Таким образом, ĭ и y̆ совпали в одной фонеме ĭ, а ī и ȳ совпали в одной фонеме ī (тем не менее, в польском языкознании гласные i и y могут рассматриваться не только, как позиционные варианты фонемы i, но и как две разные фонемы — на что может указывать наличие i и y в одинаковой позиции после губных согласных при их асинхронном произношении). Фонема ě̄ (и краткая ě) перешла в ’a перед твёрдыми зубными согласными и в e — в остальных позициях. Носовые гласные фонемы ą̄ и ę̄ (и краткие ą и ę) совпали в одной фонеме, по качеству близкой к ą, ą̄.
В памятниках письменности, в особенности в памятниках, датируемых XIV—XV веками, долгие гласные могли обозначаться удвоением гласного — aa, oo, ee, ѻѻ, yy, ii, uu (чаще всего удваивались ѻ, a, o): chleeb, naasz, lesnaa, roserdzeyym, welikee, особенно последовательным такое обозначение было в «Шарошпатацкой библии». О различении долгих и кратких гласных в первой половине XV века писал, в частности, автор самого раннего трактата о польской орфографии Я. Паркошовиц. По его утверждению гласные польского языка a, e, o, i, u, ѻ «произносятся или долго, или кратко».

### Качество долгих гласных
Особенностью произношения долгих гласных в сравнении с краткими было не только различие по длительности, но и различие по качеству (тембру): долгие гласные произносились выше по подъёму, чем их краткие корреляты (за исключением гласных ī/ȳ и ū, не отличавшихся по качеству от ĭ/y̆ и ŭ). Гласная ā (как и носовая ą̄) произносилась как более высокий звук [ȧ], приближающийся к [ɔ]. Гласная ō произносилась как более высокий звук [ȯ], приближающийся к [u]. Гласная ē произносилась как более высокий звук [ė], приближающийся к [i] или [ɨ] в зависимости от предыдущего согласного — мягкого или твёрдого. Подобный тип произношения долгих гласных устанавливается по письменным памятникам и по современным польским говорам, в которых сохранились суженные гласные на месте старых долгих. О характере произношения гласной ō можно судить также по произношению в современном литературном языке, в котором буква ó указывает на место (с небольшим числом исключений) и в некоторой степени на качество древней гласной.

### Сокращение долготы гласных

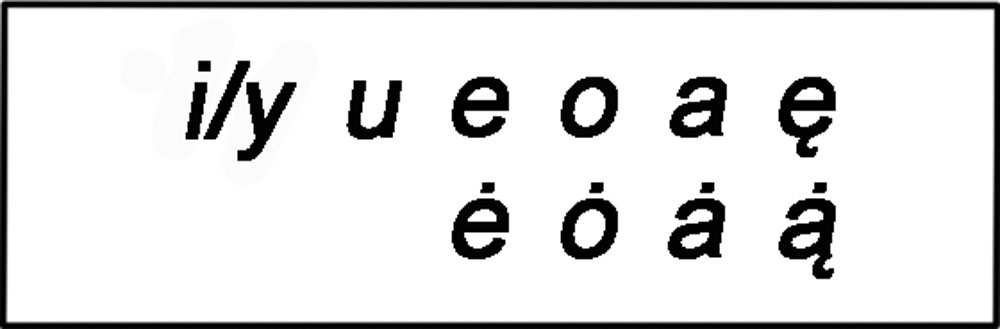
Система гласных польского языка в XVI веке

Во второй половине XV века в польском языке начался процесс сокращения длительности долгих гласных. Уже к началу XVI века долгие и краткие гласные не различались по длительности. Об этом упоминается, в частности, в орфографическом трактате 1518 года С. Заборовского, который замечает, что раньше поляки долгие гласные удваивали, а для кратких использовали одиночные знаки. До второй половины XV века различие долгих и кратких гласных в польском языке по качеству не было фонематически существенным признаком. Но после того, как долгота гласных утратилась сужение становится единственным признаком различения бывших долгих и кратких гласных: ā > ȧ, ō > ȯ, ē > ė. Также качественно стала отличаться бывшая долгая носовая гласная (ą̄ > ą̇), которая произносилась ближе к a, чем к o, о чём может свидетельствовать современное написание буквы ą, восходящее к традиции краковских первопечатников начала XVI века. Изменила качество и краткая ą, которая в XV веке перешла в ę (разные знаки для обозначения носовых гласных переднего и заднего ряда отмечаются, например, в «Пулавской псалтыри», датируемой второй половиной XV века). В отличие от остальных долгие гласные ī/ȳ и ū конвергируют с краткими ĭ/y̆ и ŭ и перестают различаться как по долготе, так и по качеству: ī/ȳ > i/y, ū > u.
Система гласных польского языка в XVI веке сократилась до 10 (11) фонем, восемь из которых противопоставлялись как «чистые» и суженные гласные. Только для фонем i/y и u не было более высоких коррелятов:

## История в XVI—XIX веках
Суженные гласные фонемы сохранялись в вокалической системе польского языка в течение всего XVI века, а затем, начиная с XVII века, начался процесс сближения суженных с «чистыми» гласными. В конце среднепольского исторического периода (во второй половине XVIII века) суженные гласные в литературном языке поляков окончательно конвергируют с «чистыми», сохраняя при этом своё качество вплоть до настоящего времени в некоторых польских диалектах.

### В письменности XVI—XVIII веков
На письме суженные гласные ȯ и ė изображались при помощи букв с креской или точкой — ó, é или ȯ, ė, а суженная ȧ обозначалась буквой a. Буквами á или ȧ изображалась при этом «чистая» гласная а. Графическое отображение «чистой» a как á и суженной ȧ как a предложил С. Заборовский в своём орфографическом трактате 1518 года. Поскольку, по его мнению, суженная ȧ близка по произношению к o, то её следует обозначать буквой a без крески. Этот графический способ, принятый первыми польскими печатниками, встречается в изданиях XVI—XVII веков и даже первой половины XVIII века. Крески или точки над графемами, отображающими суженные ȯ и ė, в отличие от графемы, отображающей «чистую» a, ставились непоследовательно, но всё же основным их назначением было указание на сужение гласной.
В конце XVIII века, несмотря на то, что произношение суженных гласных изменилось, в «Грамматике для народных школ» (1778—1783) О. Копчинский предложил обязательное использование на письме графем с кресками á, ó, é.

### Суженнаяȧ
О противопоставлении «чистой» a и суженной ȧ в XVI—XVII веках можно судить по краковским печатным памятникам, в которых чётко различались графемы á (для гласной a) и a (для гласной ȧ), а также по сообщениям авторов польских грамматик: в частности, П. Стоенский (1568) упоминает о том, что ȧ является неким средним звуком между a и o, Ф. Менинский (1649) поясняет, что ȧ произносится как o или как французская au, и даже силезский автор польской грамматики 1734 года Е. Шляг (в то время когда ȧ и a перестают различаться в польском литературном языке) сообщает, что ȧ является средним по звучанию между a и o.
Совпадение суженной ȧ и «чистой» a происходило, вероятнее всего, в XVII веке. Окончательно ȧ и a слились в одной фонеме во второй половине XVIII века. Этот процесс прослеживается по источникам польской письменности — в XVII веке знаки a и á в текстах различаются всё менее и менее последовательно, а в XVIII веке такое различение становится редким. Тем не менее, в конце XVIII века О. Копчинский рекомендовал обязательное использование на письме буквы á (как и букв ó и é). Но буква á в дальнейшем так и не вошла в письменную практику поляков (в отличие от ó и é). Предложения об отмене использования на письме знака á появились уже в начале XIX века. Отмена á в числе прочих предложений по реформированию системы правописания О. Копчинского рекомендуется, в частности, в издании «Обсуждение и выводы в отношении польской орфографии» (1830), написанном коллективом авторов, куда входил Ю. Мрозинский.
В значительной части говоров, в том числе и на великопольской и малопольской диалектных территориях, на основе которых формировался литературный стандарт, континуанты краткой и долгой гласной a различались. Поэтому процессы внутриязыковых изменений в речи жителей центральной части Польши не могут быть признаны причиной перехода ȧ > a в литературном языке. Совпадение ȧ и a могло произойти, вероятнее всего, под влиянием произношения поляков с Кресов (в кресовых говорах не было суженных гласных), а также под влиянием северномазовецких говоров (в которых отмечалось слияние ȧ и a), находившихся в то время рядом с новой столицей Польского государства Варшавой (с конца XVI века). Также причинами совпадения ȧ и a называют влияние письменности, поскольку графическое различение ȧ и a было непоследовательным, и влияние произношения гласной a в латинском языке.

### Суженнаяȯ
В XVI веке суженная гласная ȯ произносилась ближе к гласной o, чем к u. В конце XVI — начале XVII века ȯ стала произноситься выше по подъёму (более узко, закрыто) перед согласной r, что отражено в поэтических рифмах того времени: ktory — gory — mury (вместе с тем встречались рифмы, по которым можно судить о произношении ȯ, близком к o: gory — Terpsychory). Об особом качестве гласной ȯ, отличной и от o, и от u в первой половине XVII века можно судить, в частности, по сообщению Г. Кнапского. В словаре, изданном в 1621 году, он отмечает, что в словах róg, wóz произносится дифтонг: ruog, wuoz. Произношение суженной ȯ ближе к u, чем к o во всех позициях распространяется в польском языке на протяжении XVII века. Предположительно на этот процесс повлиял язык поляков с юго-восточных Кресов, который развивался в тесном контакте с украинским языком (в XVI веке o в новозакрытых слогах в украинском произносилось как u͡o). В XVIII веке в польском языке распространяется переход ȯ > u — изменения в литературном языке поддерживаются сходными изменениями в большей части мазовецких и малопольских диалектов. В XIX веке переход ȯ > u в польском языке окончательно завершается.

### Суженнаяė
Как и остальные суженные гласная ė существовала в польском языке на протяжении всего XVI века. При этом сравнительно рано, уже в XVI веке в некоторых позициях оппозиция ė — e начинает устраняться: ė сливается с e или с y. Например, перед j происходил переход ė > y и по аналогии со словами типа pole «поле», tego «того» происходил переход ė > e: zielė > ziele «трава, зелье»; dobrėgo > dobrego «хорошего, доброго». Хоть гласные ė и e различались графически непоследовательно можно заметить по произведениям польских поэтов из Центральной Польши рифмы ė с e (графически — é и e), что может означать большую близость в произношении ė к e. Напротив, поэты с Кресов воспринимают ė как более высокую гласную и рифмуют ė с i/y (графически — é и i, y).

### Система гласных XVIII—XIX веков

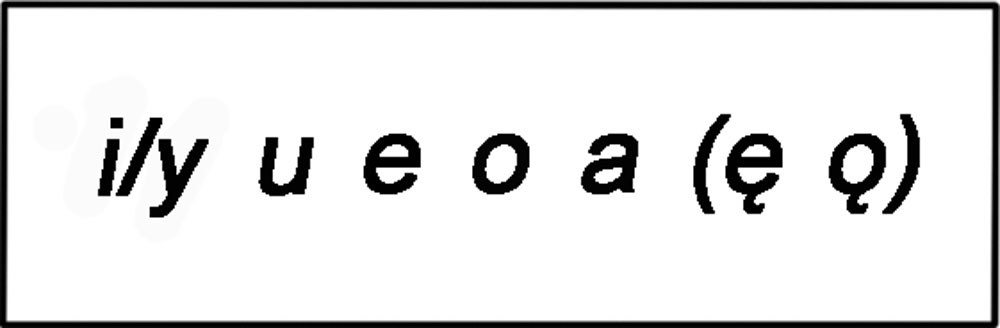
Система гласных польского языка в конце XVIII — начале XIX века

К XVIII—XIX векам система гласных польского языка после слияния «чистых» и суженных гласных ещё более сократилась, приняв современный вид:

## В диалектах
Изменения долгих гласных после сокращения их долготы протекали в польских диалектах по-разному. В кресовых говорах, возникших на восточнославянско-литовском субстрате не было различий долгих и кратких гласных, а соответственно, и различий «чистых» и суженных. В одних диалектах суженные гласные конвергировали с «чистыми», как и в литературном языке. В других диалектах суженные сохранились. В значительной части говоров суженные слились с гласными не ниже по подъёму как в литературном языке (ȧ > a, ė > e), а с гласными, более высокими по подъёму (ȧ > o, ė > i, y), причём в некоторых говорах, в частности, в великопольских на месте суженных гласных сформировались дифтонги.

### Суженнаяȧ

Распространение континуанта суженной ȧ в польских диалектах

На месте древнепольской ā в собственно великопольских, а также в крайняцких и части боровяцких говоров сформировались дифтонги ou̯, ou̯, ou, åu: ptou̯k, ptåuk — польск. литер. ptak «птица», du̯obrou̯ — литер. dobra «хорошая», douu̯ — литер. dał «дал», tråu̯wa, trou̯wa — литер. trawa «трава» и т. п. Дифтонгическое произношение континуанта ā отмечается также в северносилезских и среднесилезских говорах.
В разных районах центральной и южной Польши артикуляция ȧ повысилась до o. Монофтонг верхнего подъёма o характерен для куявских и части хелминско-добжинских говоров великопольского диалекта (i̯o — литер. ja «я», ptok), для ленчицких, части серадзских, западнолюблинских, оравских, живецких, спишских и некоторых других говоров малопольского диалекта, а также для острудских, ближнемазовецких и южносилезских говоров.
Суженная ȧ отмечается в варминских, мазурских и в части курпёвских говоров мазовецкого диалекта, а также в разных районах Малопольши.
Так же, как и в литературном языке a (ptak, trawa) произносится в кочевских и мальборкских великопольских говорах, в любавских и дальнемазовецких говорах, а также в говорах, распространённых на границе с ареалами белорусского и украинского языков: в сувалкских и подляшских говорах мазовецкого диалекта, в восточнолюблинских и пшемысльских говорах малопольского диалекта, в кресовых говорах Литвы, Белоруссии и Украины.

### Суженнаяȯ

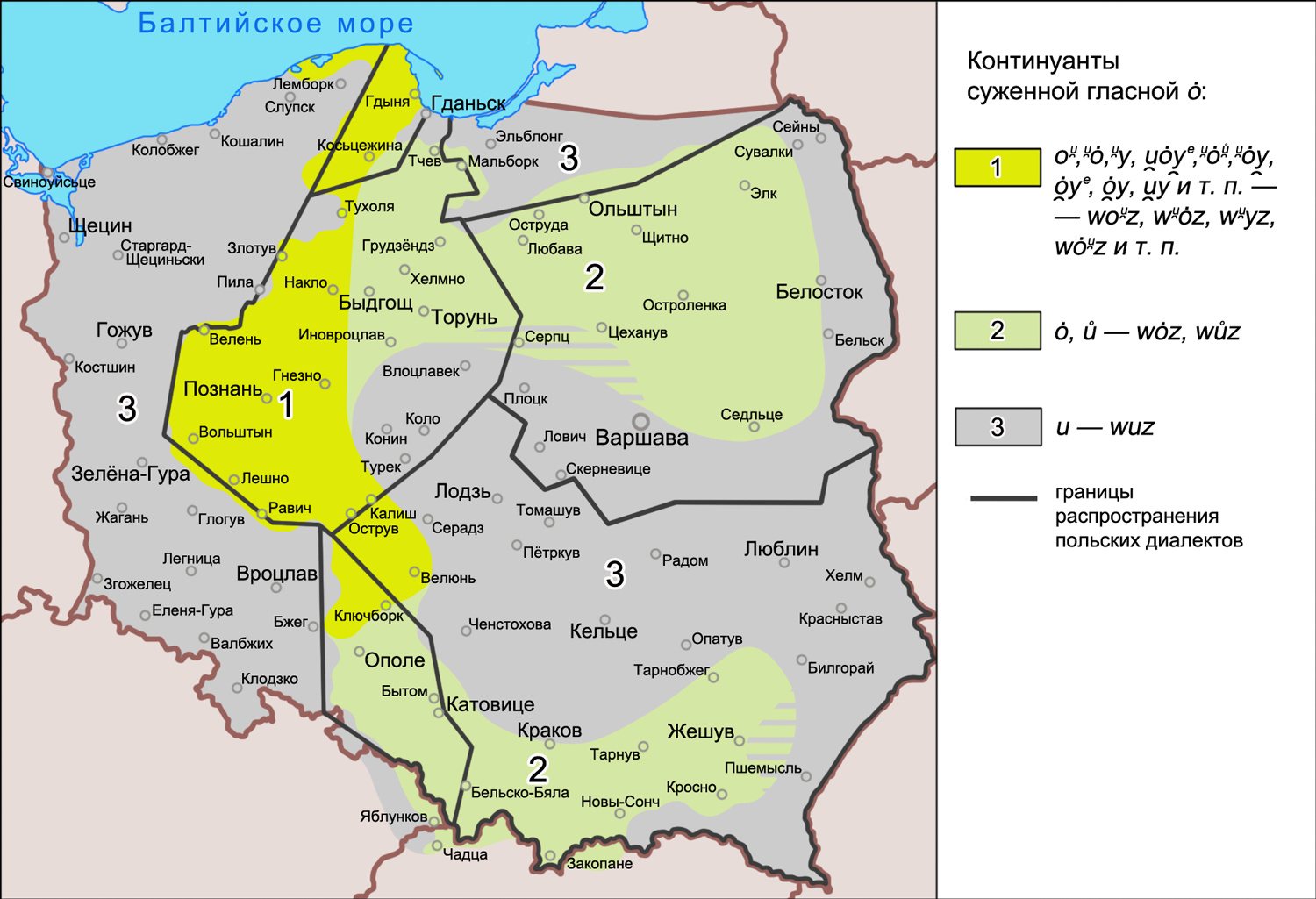
Распространение континуанта суженной ȯ в польских диалектах

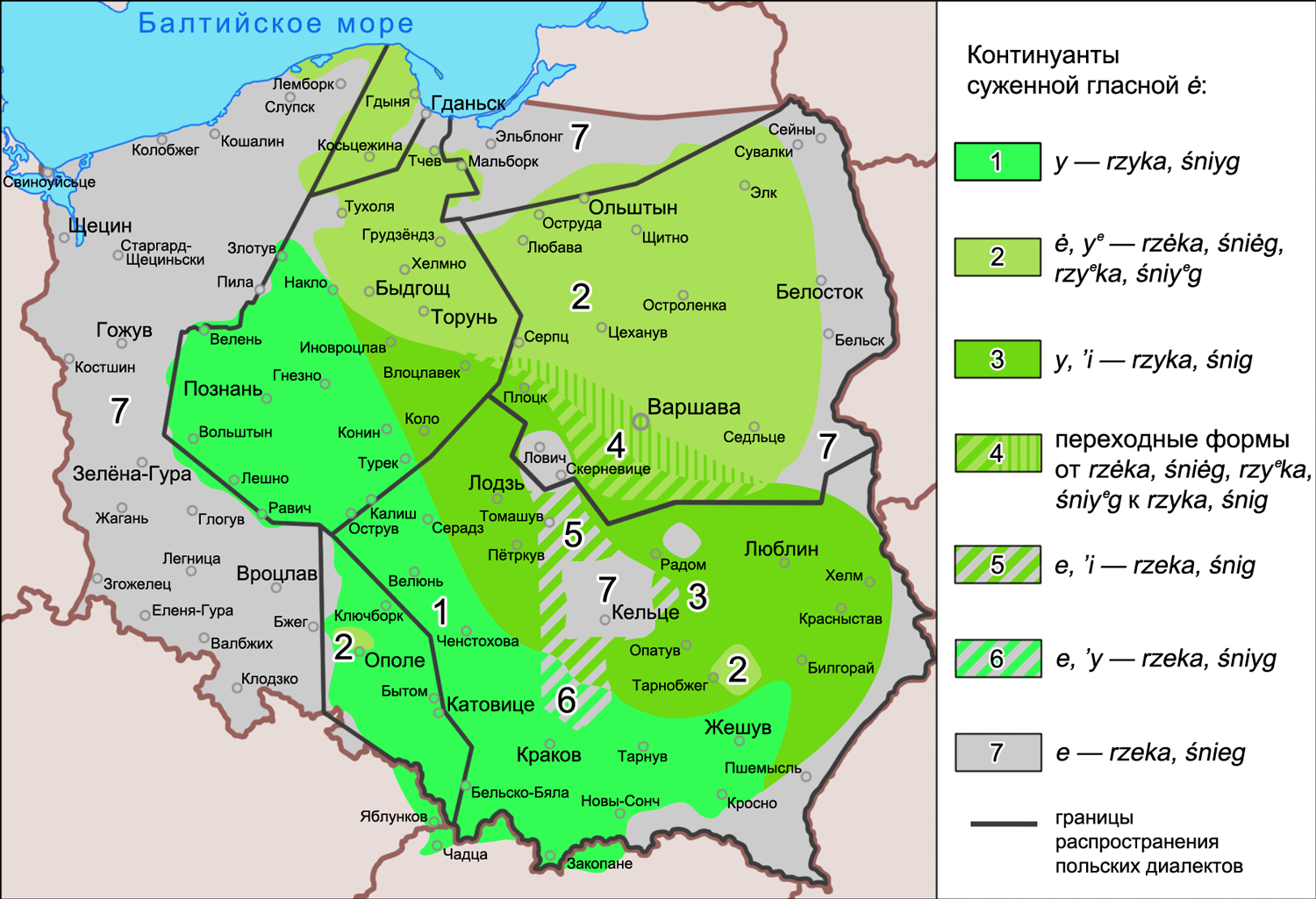
Распространение континуанта суженной ė в польских диалектах

Континуантами древнепольской ō в собственно великопольских, а также в крайняцких и части боровяцких говоров являются дифтонги u̯ye, u̯y, ůye̯: gu̯yera, gůye̯ra — литер. góra «гора», vu̯ys — литер. wóz «воз», zaniůz — литер. zaniósł «(он) занёс».
Суженная ȯ (или ů) на месте древнепольской ō отмечается в говорах, распространённых на севере Польши, в большинстве силезских говоров (кроме северных) и в южных малопольских говорах.
Монофтонг u как и в литературном языке (на письме — ó) встречается в значительной части польских говоров: в части боровяцких, куявских и хелминско-добжинских говоров великопольского диалекта (gura, kuń — литер. koń «конь»), в большинстве малопольских говоров, в ближнемазовецких, сувалкских и подляшских говорах, а также в кресовых говорах

### Суженнаяė
Суженная гласная ė (или ye) сохранилась на территории Северной Польши, а также в виде небольших островных ареалов в Нижней Силезии и в области расселения лясовяков.